# Condado de King (Washington)
O Condado de King (em inglês:  King County) é um dos 39 condados do estado americano de Washington. A sede e cidade mais populosa do condado é Seattle. Foi fundado em 1852.
Com mais de 2,2 milhões de habitantes, de acordo com o censo nacional de 2020, é o condado mais populoso do estado e o 12º mais populoso do país. É também o mais densamente povoado do estado.
Ao contrário de outros condados que abrigam uma cidade de grande porte, onde a população está concentrada nesta grande cidade, a maioria da população do Condado de King mora em cidades vizinhas e em áreas urbanas do condado. Menos de um terço (29,5%) da população do condado mora em Seattle.

## Geografia
De acordo com o Departamento do Censo dos Estados Unidos, o condado possui uma área de 5 976,3 km², dos quais 5 478,4 km² estão cobertos por terra e 497,9 km² (8,3%) por água.

## Demografia
Desde 1900, o crescimento populacional médio do condado, a cada dez anos, é de 32,7%.

### Censo de 2020
Segundo o censo nacional de 2020, o condado possui uma população de 2 269 675 habitantes e uma densidade populacional de 414,3 hab/km². Seu crescimento populacional na última década foi de 17,5%, acima da média estadual de 14,6%. É o condado mais populoso de Washington e o 12º mais populoso dos Estados Unidos. É o condado mais densamente povoado do estado.
Possui 969 234 residências que resulta em uma densidade de 176,9 residências/km² e um aumento de 13,9% em relação ao censo anterior. Deste total, 5,3% das unidades habitacionais estão desocupadas. A média de ocupação é de 2,3 pessoas por residência.

### Censo de 2010
O condado possui uma população de 1 931 249 habitantes e uma densidade populacional de 352,5 hab/km² (segundo o censo nacional de 2010). Era o 14º mais populoso dos Estados Unidos.

### Censo de 2000
Segundo o censo americano de 2000, o Condado de Kings possui 1 737 034 habitantes, 710 916 residências ocupadas e 420 151 famílias. A densidade populacional do condado é de 315 hab/km²;. O condado possui no total 742 237 residências, que resultam em uma densidade de 311 residências/km². 75,73% da população do condado são brancos, 10,81% são asiáticos, 5,4% são afro-americanoss, 0,92% são nativos americanos, 0,52% são nativos polinésios, 2,56% são de outras raças e 4,06% são descendentes de duas ou mais raças. 5,48% da população do condado são hispânicos de qualquer raça. Em geral os/as habitantes desse condado possuem um dos níveis mais reduzidos de filiação formal à organizações religiosas. Como um todo, o estado de Washington é tido como gay-friendly (isto é, não demonstrando hostilidade aberta contra gays).
Existem no condado 710 916 residências ocupadas, dos quais 28,4% abrigam pessoas com menos de 18 anos de idade, 46,4% abrigam um casal, 9% são famílias com uma mulher sem marido presente como chefe de família, e 40,9% não são famílias. 30,5% de todas as residências ocupadas são habitadas por apenas uma pessoa, e 7,5% das residências ocupadas no condado são habitadas por uma única pessoa com 65 anos ou mais de idade. Em média, cada residência ocupada possui 2,39 pessoas e cada família é composta por 3,03 membros.
22,5% da população do condado possui menos de 18 anos de idade, 9,3% possuem entre 18 e 24 anos de idade, 34,7% possuem entre 25 e 44 anos de idade, 23,1% possuem entre 45 e 64 anos de idade, e 10,5% possuem 65 anos de idade ou mais. A idade média da população do condado é de 36 anos. Para cada 100 pessoas do sexo feminino existem 99,1 pessoas do sexo masculino. Para cada 100 pessoas do sexo feminino com 18 anos ou mais de idade existem 97,3 pessoas do sexo masculino.
A renda média anual de uma residência ocupada é de 53 157 dólares, e a renda média anual de uma família é de 66 035 dólares. Pessoas do sexo masculino possuem uma renda média anual de 45 802 dólares, e pessoas do sexo feminino, 34 321 dólares. A renda per capita do condado é de 29 521 dólares. 8,4% da população do condado e 5,3% das famílias do condado vivem abaixo da linha de pobreza. 9,4% das pessoas com 17 anos ou menos de idade e 7,4% das pessoas com 65 anos ou mais de idade estão vivendo abaixo da linha de pobreza.